# Hamad bin Jassim bin Jaber Al Thani

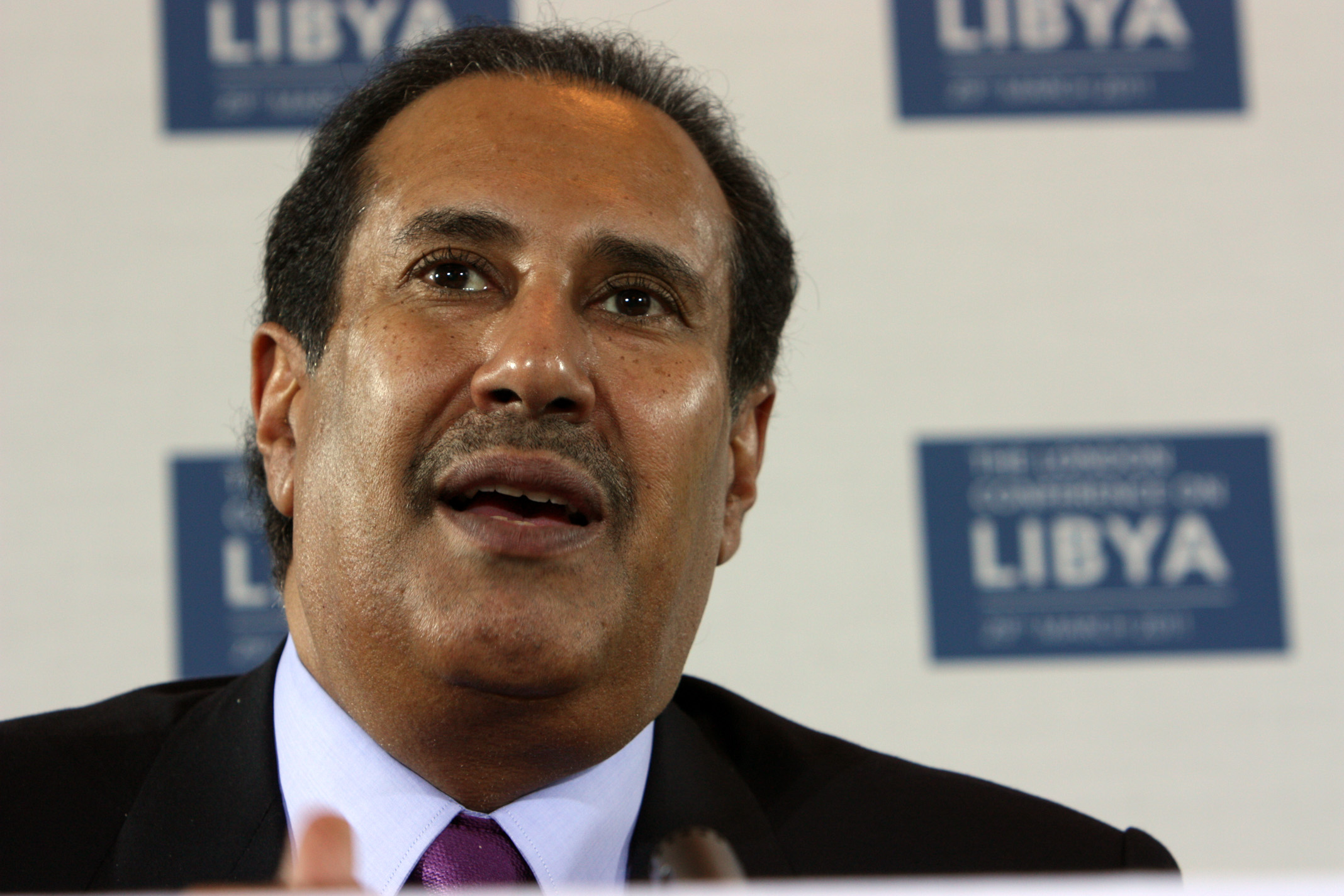
Hamad bin Jassim bin Jaber Al Thani (2012).

Jeque Hamad bin Jassim bin Jaber Al Thani (10 de enero de 1958) es un político catarí miembro de la familia real (primo del entonces emir Hamad bin Jalifa Al Thani). Ocupó el cargo de primer ministro de Catar, además del Ministerio de Asuntos Exteriores, desde el 3 de abril de 2007 hasta el 26 de junio de 2013.
Ha ocupado diversos cargos políticos a lo largo de su carrera: ministro de Asuntos Municipales y Agricultura (desde 1989) y viceministro de Electricidad y Agua (desde 1990). Desde 1992 fue ininterrumpidamente ministro de Exteriores. Desde 2003 ocupaba el puesto vice primer ministro hasta su nombramiento como primer ministro en 2007. Sustituyó a Abdullah bin Khalifa Al Thani tras su dimisión. El nuevo gobierno se compuso de trece ministros.
El 26 de junio de 2013, fue sucedido en el cargo de primer ministro por Abdullah bin Nasser bin Khalifa Al Thani y por Jalid bin Mohammad Al Attiyah como ministro de Relaciones Exteriores.
En 2015 adquiere un 10% de El Corte Inglés por 1000 millones de euros. En dicha operación intervino el testaferro y conseguidor David Barreiro Nogaledo . Dicha operación fue investigada por la Audiencia Provincial de Madrid en su día, por posible apropiación indebida y blanqueo, argumentando que ese supuesto trabajo de intermediación de Barreiro, por el que El Corte Inglés pagó cerca de 20 millones, realmente no se produjo y añade que ese dinero realmente "encubre el pago de comisiones a favor de terceros cuya identidad se desconoce y que bien pudieran implicar a los altos estamentos del Estado". "La contratación de Barreiro es ficticia, pues actúa a modo de parapeto de terceros propietarios de las mercantiles". 

## Distinciones honríficas
Extranjeras
- Caballero Gran Cruz de la Orden al Mérito de la República Italiana (16/11/2007).[6]